# NGC 5049
NGC 5049 је лентикуларна галаксија у сазвежђу Девица која се налази на NGC листи објеката дубоког неба.
Деклинација објекта је - 16° 23' 50" а ректасцензија 13h 15m 59,3s. Привидна величина (магнитуда) објекта NGC 5049 износи 13,0 а фотографска магнитуда 14,0. Налази се на удаљености од 39,3000 милиона парсека од Сунца. NGC 5049 је још познат и под ознакама MCG -3-34-37, UGCA 343, PGC 46166.